# Kościół św. Bonifacego w Wiesbaden
Kościół św. Bonifacego (niem. Kirche St. Bonifatius) – neoromańsko-neogotycka świątynia rzymskokatolicka znajdująca się w niemieckim mieście Wiesbaden.

## Historia
Pierwszy kościół w mieście pod wezwaniem św. Bonifacego wzniesiono w 1828 roku, lecz budynek zawalił się po trzech latach od powstania. Budowę istniejącego do dziś kościoła rozpoczęto w 1844 roku wg projektu Philippa Hoffmanna, 19 czerwca 1849 roku wciąż nieukończona świątynia została konsekrowana przez bpa Petera Josefa Bluma. W 1866 roku wzniesiono dwie wieże przy fasadzie. W 2019 roku wymieniono oświetlenie, a w marcu 2022 rozpoczęto generalny remont budynku, rozplanowany na następne 5 lat.

## Architektura i wyposażenie
Świątynia łączy cechy neoromanizmu i neogotyku. Jest trójnawową halą z trójnawowym transeptem. Długość świątyni wynosi 62 m, szerokość w transepcie – 30 m, a sklepienia znajdują się na wysokości 18 m. Dwie wieże są wysokie na 65 m. W obejściu zaaranżowano zakrystię i dwie kaplice: chrzcielną i sakramentalną. Osiem kapiteli kolumn wyrzeźbionych w latach 1981–1990 roku przez Waltera Hutza. Ołtarz główny został wykonany z paneli brązowych autorstwa Elmara Hillebranda przedstawiających Ukrzyżowanie i Zmartwychwstanie Jezusa Chrystusa. Ołtarz boczny św. Bonifacego wykonał Alfred Rethel, a ołtarz Matki Bożej – Edward von Steinle. Hillebrand w 1985 roku wykonał dla kościoła obrazy wzorowane na sztuce średniowiecznej. Na lewo od wejścia głównego znajduje się pietà nieznanego autorstwa. Piętnaście stacji drogi krzyżowej wykonała w 1991 roku rzeźbiarka Lore Friedrich-Gronau. Organy wyprodukowało w 1985 roku przedsiębiorstwo Hugo Mayer Orgelbau z wykorzystaniem elementów starszego instrumentu z 1954 roku, w 1995 rozbudowano je o kolejne trzy głosy. Na wieżach kościoła zawieszono łącznie 6 brązowych dzwonów, trzy najstarsze z nich przewieszono w XIX wieku z kościoła w Bornhofen. Dane instrumentów:
| Imię           | Waga    | Średnica | Ton  | Rok odlania | Ludwisarz                          |
| -------------- | ------- | -------- | ---- | ----------- | ---------------------------------- |
| Mauritius      | 435 kg  | 86 cm    | h'   | 1961        | Friedrich W. Schilling, Heidelberg |
| Bonifatius     | 627 kg  | 97 cm    | a'   | 1961        | Friedrich W. Schilling, Heidelberg |
| Maria 2        | 750 kg  | 106,5 cm | g'   | 1440        | Johann Glats                       |
| Maria 1        | 1020 kg | 119 cm   | fis' | 1430        | Johann Glats                       |
| Maria Gloriosa | 2350 kg | 142,5 cm | d'   | 1702        | Johann Berchdaler                  |
| Joseph         | 2979 kg | 163 cm   | h0   | 1961        | Friedrich W. Schilling, Heidelberg |

## Galeria

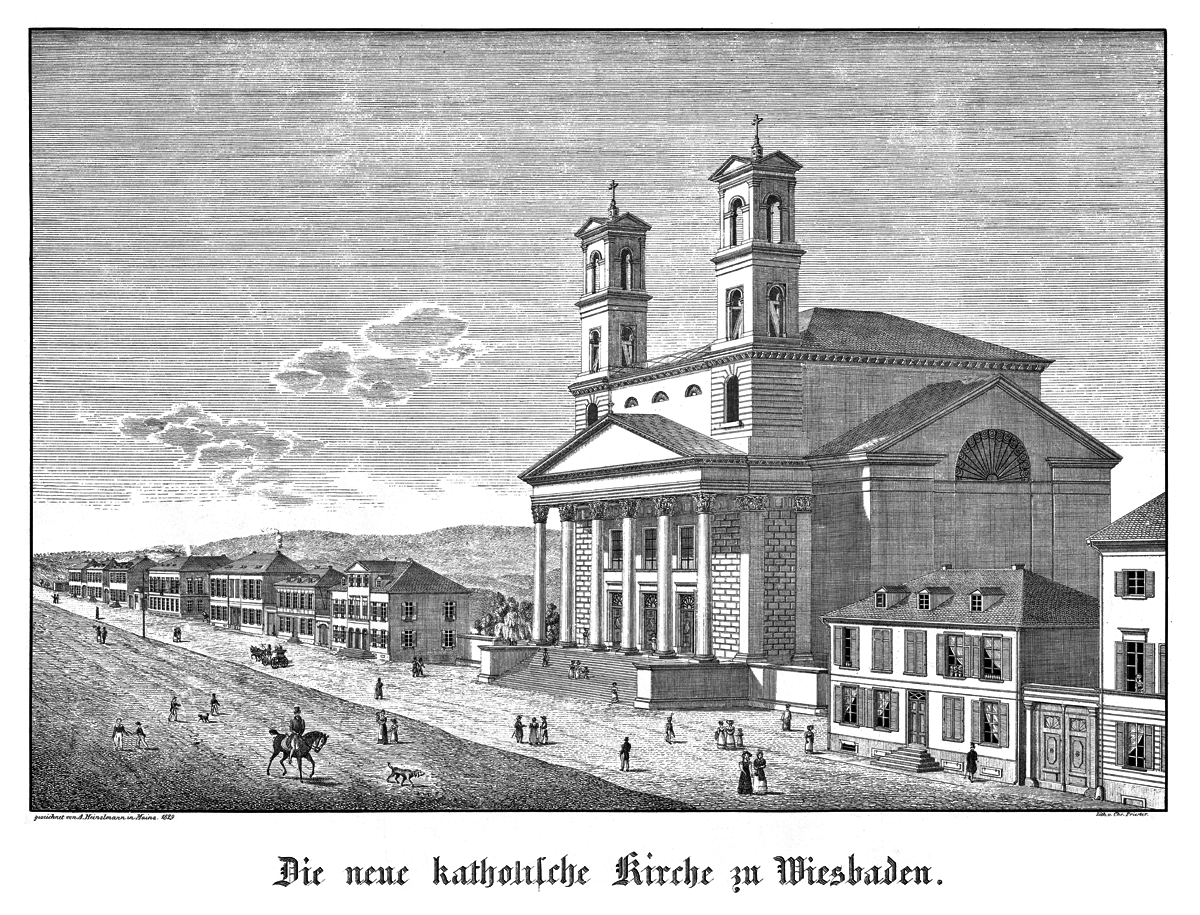
Poprzedni kościół (istniejący w latach 1828–1831)
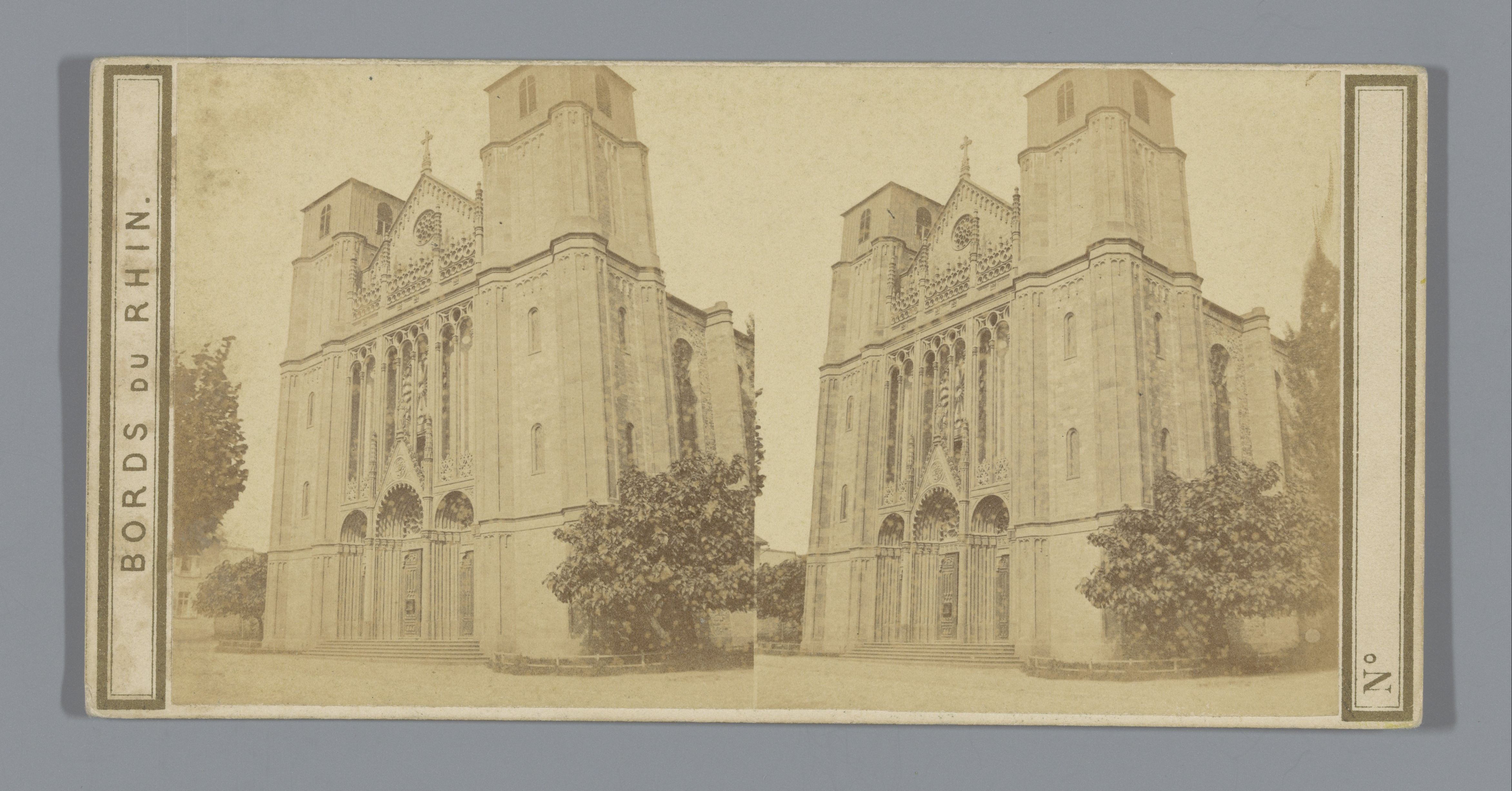
Widok przed budową wież
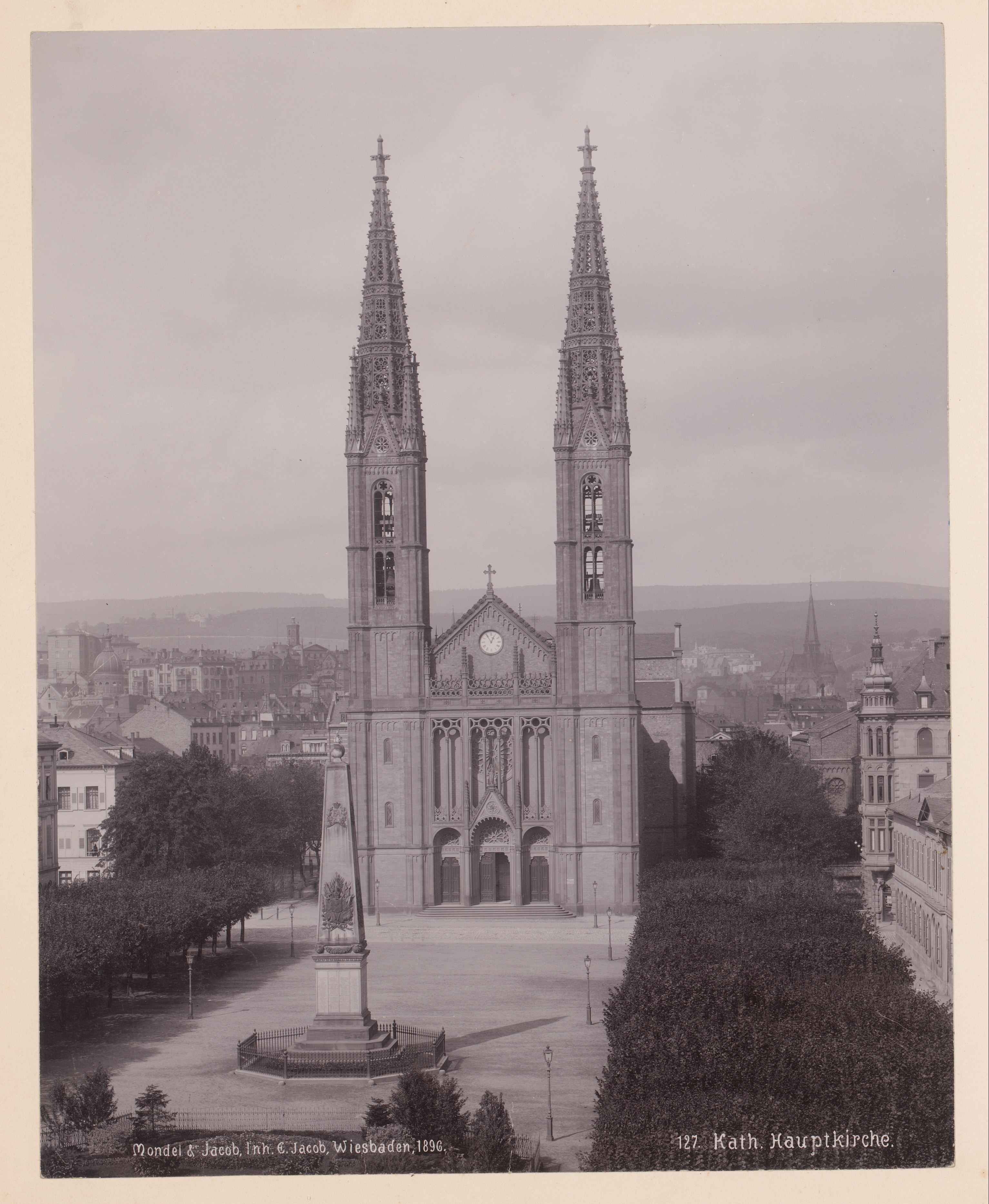
Fasada w 1896
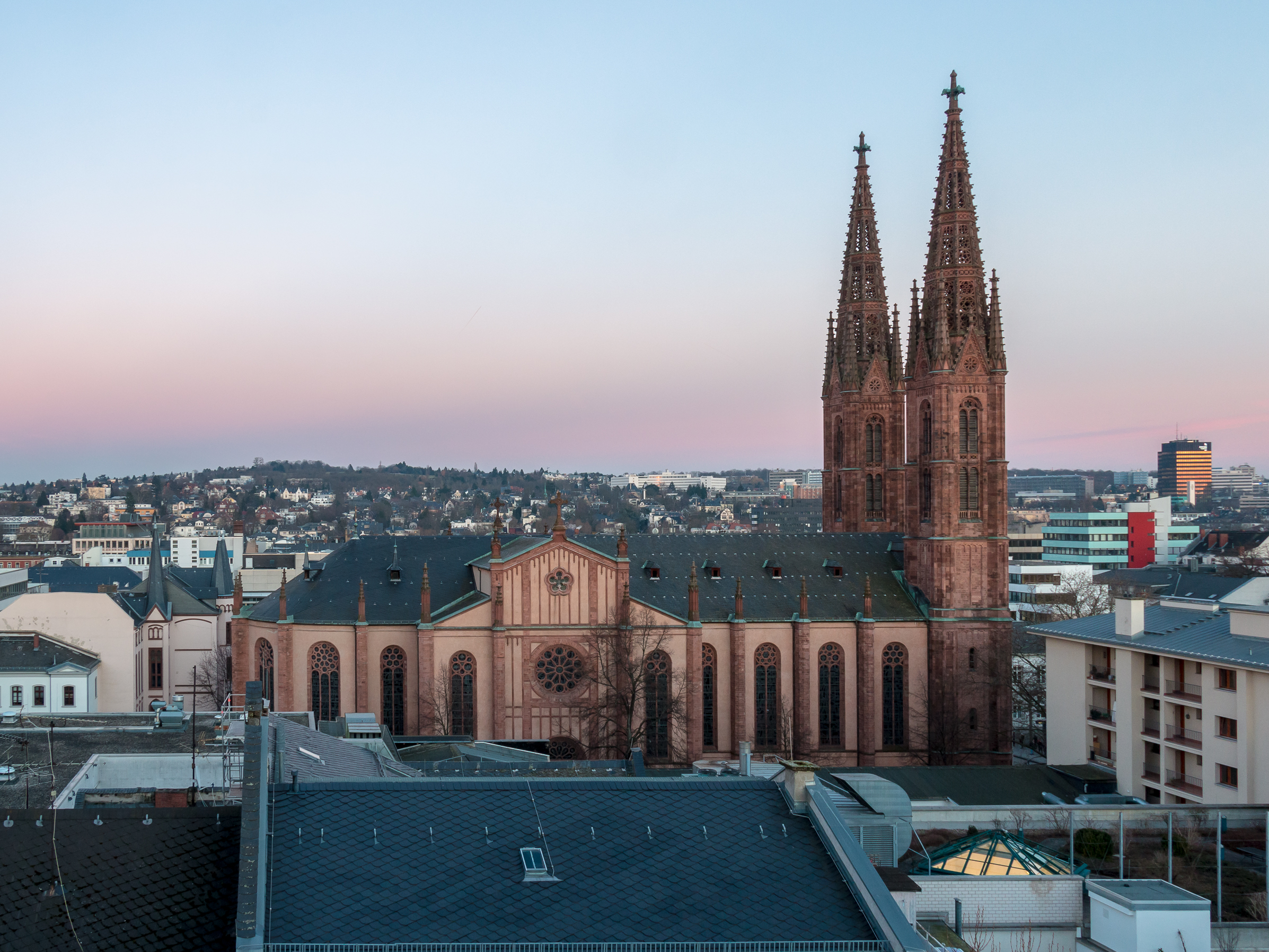
Widok z zachodu
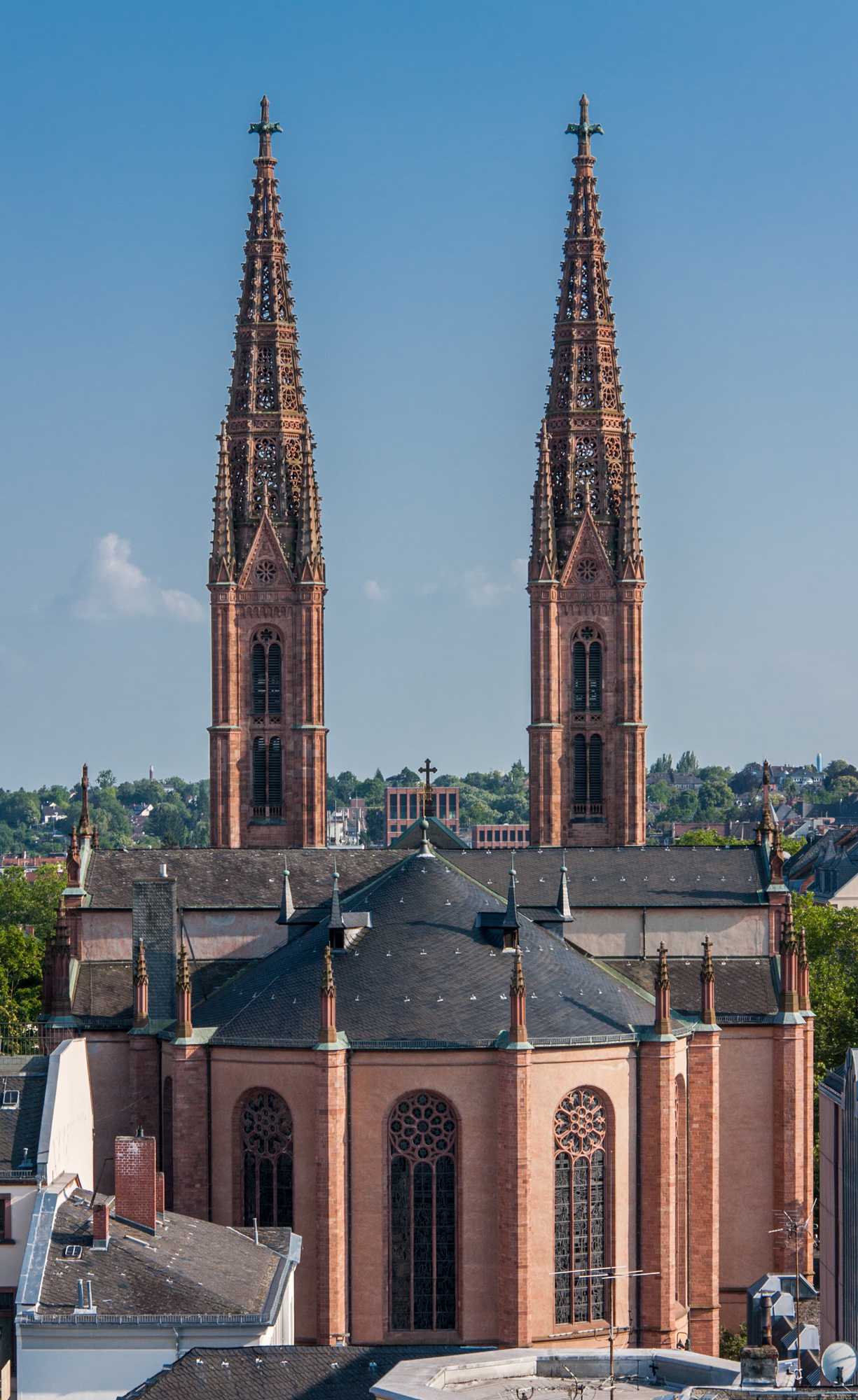
Widok z północy
Wnętrze
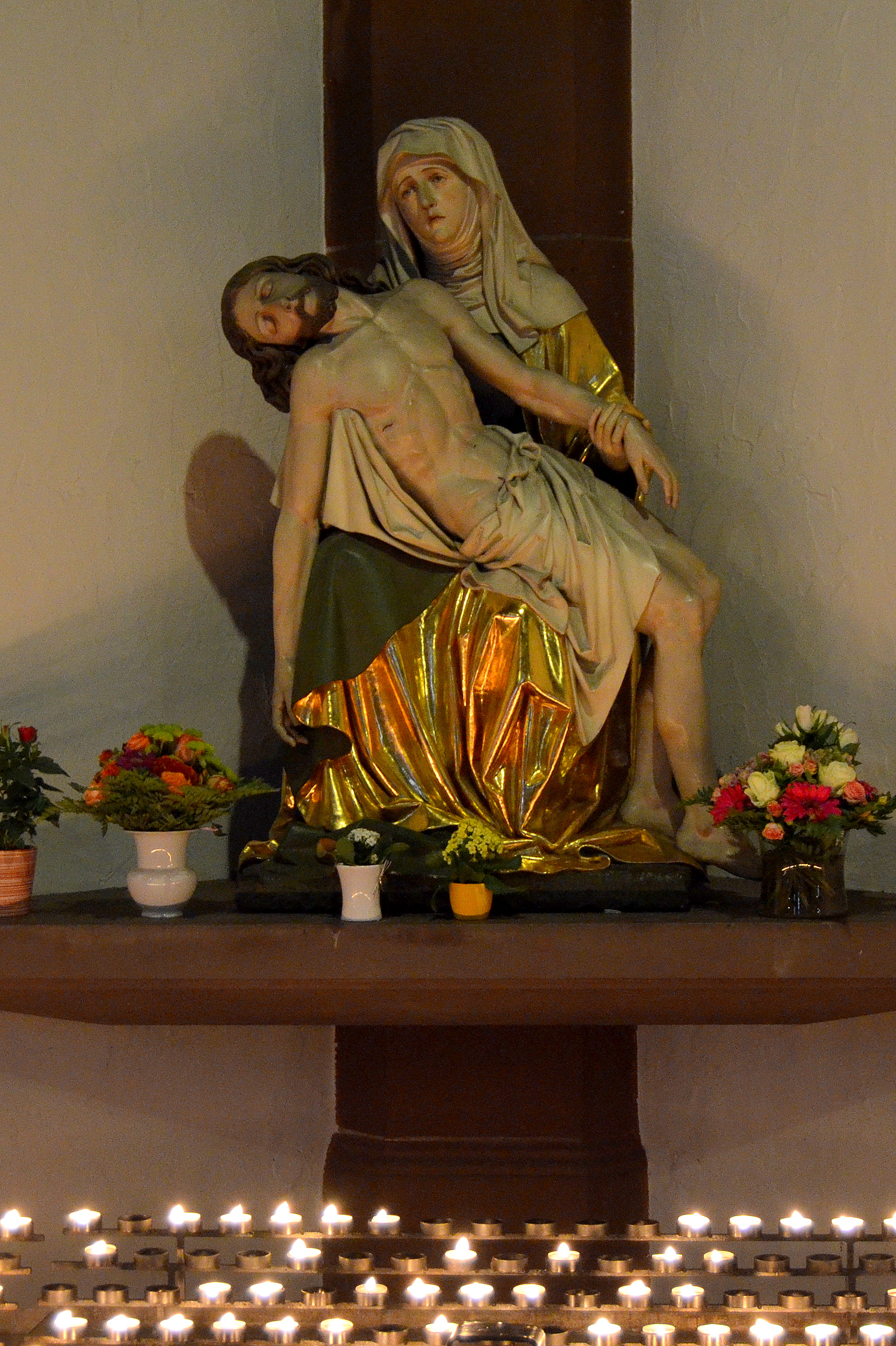
Pietà
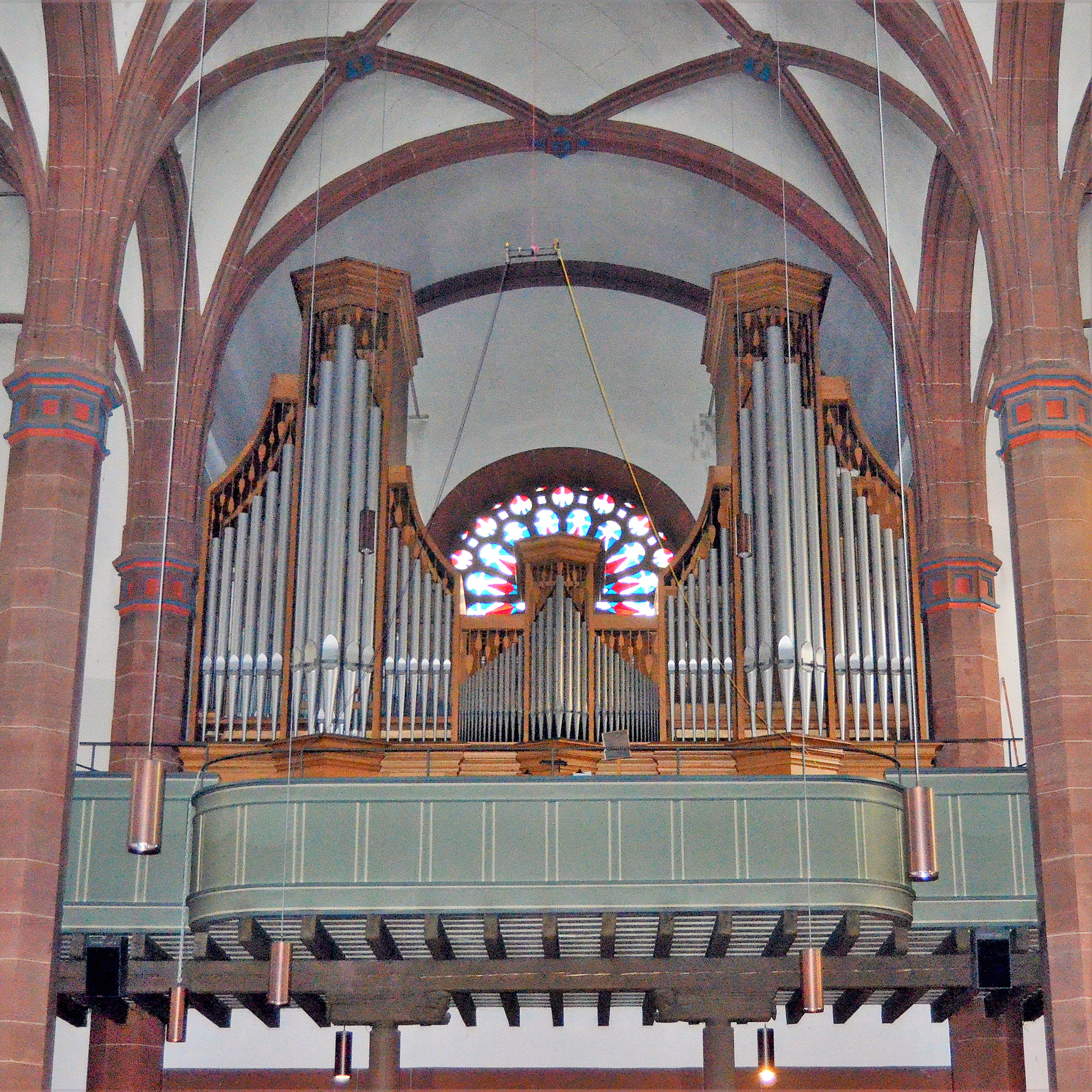
Organy